# K.A. Krarup
Kai Aage Krarup (22. april 1915 i Ordrup – 14. april 2013) var en dansk officer og modstandsmand.
Han var søn af oberst Peter Constans Emil Krarup og hustru Olga født Levinsen, blev student fra Marselisborg Gymnasium 1933, premierløjtnant 1937, kaptajnløjtnant 1942 og deltog som byleder i Svendborg i modstandsbevægelsen i Svendborgområdet 1943-45, hvor han bl.a. deltog i industrisabotage. Ved befrielsen blev Krarup militær leder i byen.
Han blev ritmester 1946, var på et treårigt kursus på den svenske hærs rideskole 1946-47 og tog Armoured Officers Advanced Cource i USA 1950-51, blev oberstløjtnant 1952, chef for pansertroppernes befalingsmandsskoler 1959, oberst og chef for Jydske Dragonregiment 1961, chef for 1. jyske brigade 1966, inspektør for kamptjenesten 1971 og chef for region VI (Hovedstadsområdet) 1973. Han var slutteligt i tre år midlertidig generalmajor og Land Deputy ved NATOs nordregion på Kolsås ved Oslo.
Krarup vandt 11 danske mesterskaber i military, terrain- og ridebanespringning, deltog i OL i London 1948 og modtog fortjenstmedalje for Den XVI. Olympiades Rytterkonkurrence i Sverige 1956. Han var medlem af bestyrelsen for A/S S Petersen og Co., Kolding, Kommandør af Dannebrogordenen (siden 6. juli 1971) og bar Hæderstegnet for god tjeneste ved Hæren.
Krarup blev gift 8. januar 1944 med Esther Petersen (født 2. oktober 1922 i Kolding), datter af direktør S. Petersen og hustru Agnes født Jespersen.